# Hendrik de Buck
Hendrik de Buck (Oostkapelle, 25 november 1893 - Haren, 20 maart 1986) was een Nederlands bibliothecaris.

## Leven en werk
De Buck werd in 1893 in Oostkapelle geboren als zoon van de predikant Pieter de Buck en Johanna Catharina Agatha Vermaas. Na het behalen van het diploma aan het Stedelijk Gymnasium te Leeuwarden, waar hij ook actief was in de Leeuwarder Gymnasiasten Club, ging hij Nederlandse taal- en letterkunde studeren aan de Groninger universiteit. In 1915 legde hij het kandidaatsexamen af en spoedig daarna werd hij tijdelijk docent aan de Rijkshogereburgerschool te Groningen. Op 18 december 1919 behaalde hij het doctoraalexamen en op 18 december 1930 promoveerde De Buck tot doctor in de letteren en wijsbegeerte op de dissertatie De studie van het Middelnederlandsch tot in het midden der negentiende eeuw. Vanaf 1921 was hij werkzaam aan de universiteitsbibliotheek van Groningen, waar hij van 1929 tot 1958 bibliothecaris was. De Buck publiceerde in 1968 een grote bibliografie van de Nederlandse geschiedenis. 
De Buck trouwde op 9 mei 1922 met Aleida Mary Schaap. Uit dit huwelijk werden drie dochters geboren. De Buck overleed in 1986 in Haren. Zijn broer Adriaan was hoogleraar Egyptologie in Leiden.

## Publicaties (selectie)
- Bibliografie der geschiedenis van Nederland. Samengesteld in opdracht van het Nederlands Comité voor geschiedkundige wetenschappen door H. de Buck  met medew. van E.M. Smit. Leiden, Brill, 1968. Herdruk 1979: HES Publishers, Utrecht. ISBN 90-6194-242-X
- Opstellen aangeboden aan dr. H. de Buck bij zijn afscheid als Bibliothecaris van de Rijksuniversiteit te Groningen op 29 november 1958. Den Haag, Centrale Vereniging voor Openbare Leeszalen en Bibliotheken, 1958